# Сажина (Польща)
Сажи́на (пол. Sarzyna) — село в Польщі, у гміні Нова Сажина Лежайського повіту Підкарпатського воєводства.
Населення — 3881 особа (2011).

## Історія
Після анексії поляками Галичини півтисячоліття лівобережне Надсяння піддавалось інтенсивній латинізації та полонізації.
У 1565 р. село належало до Лежайського староства Перемишльської землі Руського воєводства, було 24 кметів на 6 і 3/4 лана ріллі, 8 загородників, 4 служки, 3 коморники, ткач, 20 бортників давали мед і кунне, 10 з них і соколове, 2 корчмарі, 2 рибалки і 2 ловці зайців сітками.
Востаннє українці-грекокатолики (троє парафіян) у селі фіксуються в шематизмі 1848 р., належали до парафії Лежайськ Каньчузького деканату Перемишльської єпархії, наступного року село відсутнє в переліку парафії. На той час унаслідок насильної асиміляції українці західного Надсяння опинилися в меншості.
Відповідно до «Географічного словника Королівства Польського» в 1882 р. село знаходилось у Ланьцутському повіті Королівства Галичини та Володимирії Австро-Угорщини, в селі було 308 будинків і 1515 мешканців та у присілку Поремба — 10 будинків і 51 мешканець.
У міжвоєнний період село входило до Ланьцутського повіту Львівського воєводства Польщі, гміна Єльна.

## Демографія
Демографічна структура станом на 31 березня 2011 року:
|          | Загалом | Допрацездатний вік | Працездатний вік | Постпрацездатний вік |
| -------- | ------- | ------------------ | ---------------- | -------------------- |
| Чоловіки | 1921    | 456                | 1293             | 172                  |
| Жінки    | 1960    | 432                | 1158             | 370                  |
| Разом    | 3881    | 888                | 2451             | 542                  |